# Highest 2 Lowest
Highest 2 Lowest es una película estadounidense de suspenso de 2025 dirigida por Spike Lee. Está inspirada en la película japonesa High and Low (1963) y basada levemente en la obra literaria King's Ransom de Evan Hunter. Será protagonizada por Denzel Washington, Ilfenesh Hadera, Jeffrey Wright, Ice Spice y ASAP Rocky y contará con un estreno en cines de la mano de la compañía A24 antes de llegar a la plataforma Apple TV+.

## Reparto
- Denzel Washington
- Ilfenesh Hadera
- Jeffrey Wright
- Ice Spice
- ASAP Rocky
- Dean Winters[1]
- John Douglas Thompson[2]

## Producción
Spike Lee recibió el guion original de Alan Fox antes de la pandemia de COVID-19 y lo reescribió tras el anuncio de que Denzel Washington sería uno de los protagonistas. En febrero de 2024 se anunció que el filme sería producido por A24, Todd Black de Escape Artists y Jason Michael Berman de Mandalay Pictures, con Lee como director y productor ejecutivo a través de su empresa 40 Acres and a Mule Filmworks. Será la quinta colaboración entre Lee y Washington, siendo la más reciente Inside Man (2006). Ilfenesh Hadera, Ice Spice y Jeffrey Wright se unieron al reparto en los meses siguientes. De acuerdo con el director, ASAP Rocky interpretará el personaje principal. El rodaje inició en Nueva York el 4 de marzo de 2024 y finalizó el 31 de mayo.

## Estreno
El filme se estrenó en cines de la mano de la compañía A24 en el verano de 2025 antes de llegar a la plataforma Apple TV+.